# Patrick Kluivert
Pour les articles homonymes, voir Kluivert.
Patrick Stephan Kluivert, né le 1er juillet 1976 à Amsterdam aux Pays-Bas, est un footballeur international néerlandais évoluant au poste d'attaquant du milieu des années 1990 à la fin des années 2000. Devenu entraîneur par la suite, il est l'actuel sélectionneur de l'équipe d'Indonésie.
Avec l'Ajax Amsterdam, il remporte la Ligue des champions en 1995. Alors âgé de 18 ans et 327 jours, il entre en jeu et inscrit le seul but de la rencontre, devenant ainsi le plus jeune buteur de l'histoire en finale.
Avec le FC Barcelone, il remporte le championnat d'Espagne en 1999. En 2016, il devient directeur sportif du Paris Saint-Germain. Le 9 juin 2017, il décide de quitter le club après l'arrivée d'Antero Henrique. Devenu sélectionneur de l'équipe de Curaçao puis entraîneur du Adana Demirspor, il devient par la suite sélectionneur de l'équipe d'Indonésie.

## Biographie
Patrick Kluivert est un des grands noms du football néerlandais et européen. Il est d'origine surinamaise (une ancienne colonie néerlandaise située en Amérique du Sud). Son père Kenneth a été international pour la Guyane néerlandaise de 1964 à 1965.
Intégré dès son plus jeune âge dans le prestigieux centre de formation de l'Ajax Amsterdam, Kluivert a connu la gloire sous les couleurs de l'Ajax mais également avec le maillot du FC Barcelone. Il eut également la chance de jouer pour d'autres clubs prestigieux tels que le Milan AC, Newcastle United, le PSV ou encore Valencia CF. Sa carrière fut marquée par des hauts et des bas, mais Patrick Kluivert reste comme un grand nom du football international. Il entre ensuite en formation avec le club néerlandais d'Alkmaar afin d'obtenir son diplôme d'entraîneur.
Malgré de nombreux trophées remportés comme la Ligue des champions, et un talent indéniable, Kluivert n'a jamais obtenu de trophée individuel tel que le Ballon d'or.

### Carrière de joueur

#### Ajax Amsterdam (1994-1997)
Patrick Kluivert est repéré très jeune par le club hollandais de l'Ajax Amsterdam qui lui fait intégrer le centre de formation. Très vite, le jeune joueur se fait remarquer non seulement par son habilité à marquer des buts mais aussi par son aisance technique et par sa vision du jeu. Au test TIPS SYSTEM (test qui permet de juger les capacités technique, l'intelligence sur le terrain et la vitesse d'un joueur), le jeune Patrick Kluivert obtient des notes bien au-dessus de la moyenne. Il est très vite repéré par Louis van Gaal, l'entraîneur de l'équipe première de l'Ajax Amsterdam qui lui donne rapidement sa chance et déclare même « vous avez Ronaldo (PSV Eindhoven), nous avons Kluivert ». Le jeune joueur d'origine surinamaise devient rapidement le protégé de son entraîneur, Louis van Gaal qui deviendra son réel mentor.
Kluivert marque son premier but pour son premier match avec l'équipe professionnelle de l'Ajax, le 21 août 1994 lors de la super coupe des Pays-Bas contre les rivaux de Feyenoord. Patrick Kluivert fait partie de la génération dorée de l'Ajax des années 1990 avec des joueurs comme Clarence Seedorf, Edwin van der Sar, Edgar Davids, ou encore son meilleur ami, Michael Reiziger.
Patrick Kluivert apparaît pour la première fois aux yeux du grand public le soir du 24 mai 1995 lorsqu'il entre en cours de jeu avec l'Ajax Amsterdam, lors de la finale de la ligue des champions face au Milan AC : il marque l'unique but de la rencontre, permettant ainsi à l'Ajax de remporter le titre.
Les deux années qui suivent sont difficiles pour Kluivert, qui peine à digérer son nouveau statut. S'il qualifie à lui tout seul les Pays-Bas pour l'Euro 96 en inscrivant 2 buts contre l'Eire en match de barrage, il est à nouveau remplaçant lors de la finale de la Ligue des champions perdue contre la Juventus en 1996.
Ses prestations, altérée par des blessures à répétition, sont également ternies par une sombre histoire d'homicide involontaire. Conducteur d'une voiture ayant causé la mort d'une femme, il encourt durant de nombreux mois une lourde peine de prison. Miné moralement et blessé, il manque la demi-finale de Ligue des champions durant laquelle l'Ajax est humiliée par la Juventus de Zinédine Zidane (1-2 / 1-4). Kluivert, pris en grippe par une partie du public néerlandais et désireux de répondre favorablement aux sirènes italiennes, quitte son club formateur à l'issue de la saison 1996-1997.

#### AC Milan (1997-1998)
Profitant de la mise en place du récent arrêt Bosman, il est transféré - à l'instar de ses coéquipiers Edgar Davids, Winston Bogarde et Michael Reiziger - au Milan AC en 1997. Il inscrit son premier but pour les rossoneri le 21 septembre 1997, lors d'une rencontre de championnat contre l'Udinese Calcio. Son équipe s'incline toutefois par deux buts à un ce jour-là. Malgré un but fantastique contre la Juventus, Patrick Kluivert ne réussit pas à s'imposer dans le club lombard à cause de multiples problèmes personnels. Il n'y reste qu'une saison et ne marque que 6 buts en championnat.

#### FC Barcelone (1998-2004)
Dans les dernières heures d'août 1998, Louis van Gaal, l'entraîneur du club catalan prend un avion pour Milan et tente de convaincre son « fils » Kluivert de signer avec le club de la ville catalane. Opération réussie, le club espagnol l'engage pour près de 15 M€, prenant de vitesse Arsenal et Manchester United. Le joueur signe un contrat de 2,4 M€ par an. Patrick Kluivert y passe 6 saisons au cours desquelles il inscrit plus de 122 buts sous le maillot blaugrana aux côtés de Rivaldo et devient une icône auprès des amateurs de football. Kluivert enchaîne les performances hors norme et marque quasiment à chaque match, il est au sommet de son art. Au cours d'un match contre le RCD Mallorca, Kluivert subit de nombreuses insultes racistes de la part des supporters adverses. Le joueur néerlandais répond par trois buts et effectue le signe des Black Panther Party, le poing droit levé et la tête basse envers les supporters Majorquains.
C'est à cette période qu'il connaît ses plus belles heures avec l'équipe des Pays-Bas, demi-finaliste du mondial 1998 et de l'Euro 2000. Il marque notamment le but de l'égalisation contre le Brésil en demi-finale de la Coupe du monde 1998 (perdue aux tirs au but) et réalise un triplé en quart de finale de l'Euro 2000 contre la Yougoslavie. Ce match représente l'apogée de sa carrière internationale, puisqu'il manque quelques jours plus tard un penalty décisif contre l'Italie, alors réduite à 10. Même s'il inscrit ensuite son penalty lors de la séance des tirs au but, son pays est éliminé de la compétition qu'il organise. Durant ce tournoi, Kluivert aura marqué cinq buts, étant décisif également face au Danemark et à la France en match de poules.
Kluivert connait ensuite des désillusions en sélection : les Pays-Bas ne se qualifient pas pour la Coupe du monde 2002 (avec Louis van Gaal comme sélectionneur) et Patrick Kluivert ne joue pas durant l'Euro 2004 (bien que recordman des buts marqués en sélection), barré par le Mancunien Ruud van Nistelrooy à la pointe de l'attaque néerlandaise.
Son aventure catalane ne finit pas, elle non plus, de la meilleure des façons. L'arrivée de Frank Rijkaard, son ancien coéquipier à l'Ajax, aux manettes du club barcelonais en 2003 annonce le chant du cygne pour la star néerlandaise. Moins titulaire et souvent blessé, il est supplanté par l'émergence de la « génération Ronaldinho ». À la fin de l'exercice 2003-2004, au cours duquel il n'aura inscrit que 8 buts en championnat, Kluivert est invité par les dirigeants à quitter le navire barcelonais.

#### Newcastle United (2004-2005)
Désireux de jouer en Angleterre, Kluivert évolue à Newcastle United au cours de la saison 2004-2005. Il inscrit son premier but pour le club le 28 août 2004 face à Aston Villa, en championnat. Il est titularisé ce jour-là mais son équipe s'incline par quatre buts à deux. Il marque de nouveau contre West Bromwich Albion le 25 septembre 2004, participant ainsi à la victoire de son équipe par trois buts à un.
Malgré quelques buts importants dont une talonnade magnifique, Kluivert réalise une saison mitigée ponctuée de blessures à répétition, gênant son intégration dans le club anglais. Auteur de seulement 6 buts en championnat, il n'est pas retenu par le club anglais à la fin de la saison 2004-2005.

#### Valence CF (2005-2006)
De retour en Espagne au Valence CF lors de la saison 2005-2006, il connaît une saison noire ponctuée par des blessures à répétition. N'ayant joué que 10 matches (pour un 1 but) de championnat, le club décide de s'en séparer. Kluivert retourne alors dans son pays natal relancer sa carrière au PSV Eindhoven.

#### PSV Eindhoven (2006-2007)
Kluivert a du mal à se remettre à niveau, toujours gêné par de nombreuses blessures, au genou notamment. Il ne joue que 15 rencontres en championnat (3 buts) et, à la fin de la saison, le club néerlandais ne souhaite plus conserver Patrick Kluivert dans son effectif.

#### LOSC Lille (2007-2008)
Kluivert signe à Lille le jeudi 31 août 2007. Le LOSC, qui cherche un joueur d'expérience pour encadrer ses jeunes recrues estivales et est en manque d'attaquants après les ventes de Peter Odemwingie et de Kader Keita, prend le pari de relancer la carrière de l'attaquant néerlandais. Celui-ci accepte, pour ne pas mettre en difficulté financière son club, d'être payé à la performance. Il joue son premier match pour le LOSC le 15 septembre 2007, lors d'une rencontre de Ligue 1 face aux Girondins de Bordeaux. Il entre en jeu à la place de Nicolas Fauvergue et les deux équipes se neutralisent (1-1 score final).
Après quelques semaines de remise en forme, Patrick Kluivert fait son retour sur les terrains avec un but pour sa première titularisation sous les couleurs de Lille contre Valenciennes, le 6 octobre 2007 (3-0 pour Lille). Malgré son aisance technique et de gros efforts physiques qui lui ont fait perdre presque 15 kg, le système de jeu de Claude Puel n'est pas celui dans lequel la star néerlandaise était habituée à jouer. Kluivert joue la plupart de ses matchs en tant que milieu offensif, un poste où il n'est pas le plus à l'aise. Il marque cependant quelques buts dont un doublé contre Rennes. On croit alors le Néerlandais enfin lancé, mais à la suite de ce match, Kluivert perd sa place de titulaire. En championnat il marque deux buts sur penalty, et deux dans le jeu (à chaque fois sur des passes de Ludovic Obraniak), en treize matchs joués. Gêné physiquement au genou selon son entraîneur Claude Puel, le passage au LOSC de Kluivert est un échec sur le plan sportif. Apprécié pour son comportement au sein du club, l'arrivée d'un joueur de la renommée de Kluivert au LOSC est un moyen pour le club nordiste d'affirmer son essor dans la hiérarchie des clubs français.

### Reconversion

#### Période de transition à l'AZ Alkmaar (2008-2010)
Le 30 juin 2008, Patrick Kluivert rejoint son mentor Louis van Gaal dans le club néerlandais de l'AZ Alkmaar. Les supporters de l'AZ, surpris de voir une star internationale participer au premier entraînement de la saison pour l'équipe d'Alkmaar se sont vite rendus compte que Kluivert était venu non pas pour jouer au football mais pour épauler Van Gaal en entraînant les attaquants de l'équipe néerlandaise. Ce passage à l'AZ Alkmaar est en réalité un stage que Patrick Kluivert est contraint d'effectuer dans le cadre de sa formation d'entraîneur.
La star néerlandaise a également disputé deux matches de gala en 2009 : le premier en janvier avec une sélection d'anciens joueurs de l'équipe nationale des Pays-Bas (45 minutes jouées) et l'autre avec une équipe d'anciennes stars du FC Barcelone en mars, jouant la totalité de la rencontre. Patrick Kluivert reçut des critiques extrêmement positives vis-à-vis de sa prestation lors du match qu'il disputa en compagnie des anciennes stars du club catalan, malgré une opération importante au genou quelques mois auparavant. Les journalistes espagnols qualifiant même Kluivert du joueur le plus "remarquable" de la rencontre, disant que l'ancien international néerlandais n'a en effet pas perdu sa classe et son touché de balle exceptionnels. Les journalistes furent également étonnés de voir le natif d'Amsterdam jouer l'intégralité du match à un niveau d'intensité relativement élevé étant donné qu'il n'a pas joué de match officiel depuis plus d'un an, ce qui prouve une fois de plus que Patrick Kluivert n'a pas définitivement quitté le monde du football.[réf. nécessaire]

#### Escale en Australie puis retour aux Pays-Bas (2008-2016)
Dès la fin de sa carrière de joueur, en 2008, Kluivert est très vite attiré par une carrière d'entraîneur en témoigne son choix de diriger les attaquants du club l'AZ Alkmaar, club de son ancien mentor Louis van Gaal. Conjointement, il obtient ses diplômes pour l'exercice de la profession en décembre 2009. Peu de temps après, au début de l'année 2010, il rejoint le championnat australien avec l'équipe du Brisbane Roar en tant qu'entraîneur adjoint de Ange Postecoglou et dans un rôle d'ambassadeur du club en Europe. Patrick Kluivert décide finalement de retourner aux Pays-Bas en s’engageant au NEC Nimègue comme second aux côtés de Wiljan Vloet pour la saison 2010-2011. Il quitte le club néerlandais à la fin de la saison désireux de devenir entraîneur en chef.
Il accepte de prendre en charge la réserve du FC Twente au début de la saison 2011-2012, en signant un contrat de deux ans. Dès sa première saison, il parvient avec son groupe à remporter le championnat (Beloften Eredivisie), puis une supercoupe (Supercup Beloften) la saison suivante. À l'issue de celle-ci et la fin de son contrat, il quitte le club. Parallèlement à cette expérience, la fédération néerlandaise nomme Louis van Gaal comme nouveau sélectionneur à l'été 2012. Ce dernier choisit Patrick Kluivert et Danny Blind pour occuper les fonctions de sélectionneurs adjoints. Les Oranje vont jusqu'en demi-finale de la Coupe du monde 2014 en s'inclinant aux tirs au but face à l'Argentine. Van Gaal se retire de son poste tout comme Kluivert.
En mars 2015, il devient sélectionneur de Curaçao, d'où sa mère est originaire, dans les Antilles néerlandaises. Sous sa houlette, la 159e nation au classement FIFA réalise sa meilleure campagne de qualification pour une Coupe du monde. L'équipe bat successivement le Montserrat puis Cuba avant d'être défait par le Salvador au troisième tour (0-2 sur l'ensemble des deux matchs). À la suite de cette élimination, Kluivert décide de ne pas continuer à son poste. Finalement, quelques mois plus tard, il revient sur sa décision pour diriger la sélection dans le cadre des éliminatoires de la Coupe caribéenne des nations 2017. Grâce à des victoires face à la République dominicaine, au Guyana et aux Îles Vierges britanniques, Curaçao se qualifie pour le troisième tour des qualifications. Kluivert quitte cette fois-ci définitivement l'équipe curacienne. En mars 2016, l'Ajax Amsterdam communique son arrivée à la tête des moins de 19 ans (Ajax A1) pour la saison suivante.

#### Directeur du football du Paris Saint-Germain (2016-2017)
Cependant, le 14 juillet 2016, le Paris Saint-Germain annonce la signature de Kluivert comme directeur du football. Selon le président du club parisien Nasser Al-Khelaïfi, il aura pour rôle de « définir la stratégie sportive à long terme du club dont il sera en outre un ambassadeur de premier plan. Il sera également chargé d'entretenir des relations privilégiées avec les plus grands clubs et joueurs dans le monde entier, et supervisera l'entraîneur Unai Emery ».
Après un recrutement jugé raté à l'été 2016, Kluivert joue un rôle de premier plan dans la venue de Julian Draxler au PSG au mercato hivernal 2017.
Le 9 juin 2017, il officialise son départ du Paris Saint-Germain. Il devient ensuite consultant sur la chaîne espagnole du groupe BeIn Sports.

#### Retour aux terrains (2018-2019)
Le 4 août 2018, il devient sélectionneur adjoint en accompagnant Clarence Seedorf à la tête de l'équipe du Cameroun.

#### Directeur du football formateur au FC Barcelone (depuis 2019)
Le 25 juillet 2019, Patrick Kluivert devient directeur du football formateur du FC Barcelone.

#### Adana Demirspor (2023)
Le 1er juillet 2023, jour de ses 47 ans, Patrick Kluivert est nommé entraîneur principal de l'Adana Demirspor.Cinq mois plus tard, alors qu'il est sur une série de une victoire en six rencontres et que le club est en cinquième position du championnat, il est écarté de son poste, « d'un commun accord » avec sa direction.

#### Équipe d'Indonésie (2025-)
Le 8 janvier 2025, Patrick Kluivert est nommé sélectionneur de l'équipe d'Indonésie en paraphant un contrat de deux ans, avec option de prolongation,. Il aura pour mission principale de qualifier l'Indonésie pour la Coupe du monde 2026, ce qui serait une première pour ce pays,.

## Profil de Patrick Kluivert
Kluivert est, à l'image de beaucoup de footballeurs néerlandais de sa génération un joueur qui possède un énorme bagage technique. Malgré sa grande taille et son physique impressionnant, Kluivert est un joueur rapide qui a la possibilité de s'infiltrer dans les défenses adverses avec beaucoup de facilités. Il est non seulement un « renard des surfaces » qui est à l'affût sur chaque ballon, mais aussi un joueur qui peut servir de pivot. Durant son passage au LOSC, le néerlandais a été utilisé dans un rôle de milieu offensif qui ne lui a pas trop réussi malgré son excellente vision du jeu et ses passes précises.

## Citations
« Patrick est l'un des joueurs les plus complets que je ne connaisse et il peut s'améliorer. Chaque joueur a la capacité de progresser mais Patrick est déjà un des meilleurs. » Winston Bogarde.
« Bien qu'il ait eu beaucoup d'expériences difficiles, Patrick a toujours le sourire aux lèvres » Giovanni van Bronckhorst.
« Patrick est un des meilleurs attaquants de la planète, son contrôle de balle et sa vitesse sont incroyables pour un joueur de cette carrure. » Giovanni van Bronckhorst.
« Il est populaire auprès de tous ses coéquipiers. Il est également un grand fan de musique, on peut toujours l'entendre chanter ». Marc Overmars.
« J'aime beaucoup Patrick en tant qu'homme, dans le football professionnel, il est extrêmement difficile de construire des amitiés solides avec les autres joueurs car on doit toujours bouger, changer de clubs. Mais j'ai gardé un contact régulier avec Patrick depuis de nombreuses années maintenant. En dehors du terrain, Patrick est quelqu'un de vraiment drôle, il est capable de rigoler avec vous de vous raconter des bêtises toute la journée et toute la nuit. Il est très bavard mais ne s'excite pas et ne s'énerve pas facilement, c'est quelqu'un de très décontracté, il prend la vie du bon côté. Une des choses que j'aime le plus chez lui est que la célébrité et l'argent ne lui ont pas monté à la tête. Quand il revient dans le nord des Pays-Bas, il se rend toujours aux mêmes endroits et traîne toujours avec les mêmes personnes depuis qu'il est enfant, c'est quelqu'un d'extrêmement loyal. Sur le terrain, il n'est jamais nerveux, c'est sans doute car il sait qu'il est vraiment un grand joueur. Le ballon de foot est le meilleur ami de Patrick et ses qualités sont énormes. Personne ne semble ne pas l'aimer, et même sur le terrain, quand j'ai envie de lui crier dessus, je trouve cela trop difficile, c'est vraiment dur de se fâcher avec un mec aussi gentil » Mario Melchiot.
« En plus d'être un attaquant tranchant et rapide, Patrick est également grand et puissant. Je pense que les gens devraient s'intéresser davantage au travail que Patrick effectue sans le ballon, c'est la clé de l'équipe. Il n'y a pas de joueur offensif aussi complet que lui, il est fort physiquement, rapide et technique. Tu peux lui donner la balle de la façon que tu veux, il réussira toujours à la contrôler. J'ai joué avec lui en club et en équipe nationale et c'est une chance pour moi que de ne pas avoir à m'y opposer. » Michael Reiziger.
« Patrick a eu énormément de problèmes tout au long de sa carrière mais il est l'un des meilleurs attaquants de la planète. Il a tout de ce qu'un attaquant moderne doit posséder. Des gens ont dit qu'il est quelqu'un d'arrogant mais ce n'est pas le Patrick aimable et facile à vivre que je connais. » Jaap Stam.

## Vie privée
Kluivert est marié à la styliste néerlandaise Rossana Lima depuis le 28 janvier 2008.
Il est le père de quatre garçons : Quincy, Justin, Ruben (devenus footballeurs professionnels également), et Shane.
En 1997, Kluivert eut affaire avec la justice. En effet, le joueur a commis un homicide involontaire lors d'un accident de voiture .
La fortune du footballeur néerlandais est estimée à 25 000 000 € en 2008 malgré les grosses sommes qu'il a été contraint de donner à son ex-femme Angela après leur divorce (on parle de plus de 10 000 000 €)[réf. nécessaire].
Patrick Kluivert est également une personnalité engagée contre le racisme, il est en effet intervenu lors des MTV music Awards en 2002 afin de remettre un trophée afin de s'opposer au racisme dans le monde du football. Il fit également un signe des Black Panthers Party à deux reprises lors d'un match de Liga espagnole.
Kluivert fut pendant de nombreuses années le bouc émissaire de la presse néerlandaise , le classant même au 4e rang des Néerlandais les moins fréquentables, placé devant des criminels de guerre et des assassins. Mais, au fil du temps, le joueur a essayé de convaincre de son accessibilité et de sa bonne humeur ; tentant de donner l'image d'une personne fréquentable et d'un père exemplaire, faisant la une de nombreux journaux « people » néerlandais en 2008 avec son dernier fils, Shane.

## International
- 79 sélections en sélection nationale.
- 40 buts en sélection nationale.
- Première sélection le 16 novembre 1994, Pays-Bas - République tchèque (0-0).
- Premier but en sélection le 29 mars 1995, Pays-Bas - Malte (4-0).

Il n'a pas joué une seule minute durant l'Euro 2004 car le sélectionneur Dick Advocaat lui préférait Ruud van Nistelrooy.

## Palmarès
- Demi-finaliste (4e) de la Coupe du monde 1998.
- Demi-finaliste du Championnat d'Europe en 2000 et 2004.
- Quarts de finaliste du Championnat d'Europe 1996.
- Vainqueur de la Ligue des champions en 1995.
- Vainqueur de la Supercoupe de l'UEFA en 1995.
- Vainqueur de la Coupe intercontinentale en 1995.
- Vainqueur du Championnat des Pays-Bas en 1995, 1996 et 2007.
- Vainqueur de la Supercoupe des Pays-Bas en 1994 et 1995.
- Vainqueur du Championnat d'Espagne en 1999.
- Vainqueur du Trophée Luigi Berlusconi en 1997.

## Distinctions personnelles
- 5e au Ballon d'or 1995.
- Trophée Bravo du meilleur jeune joueur européen en 1995.
- Meilleur buteur de l'Euro 2000 (5 buts).
- Nommé dans l'équipe type de l'Euro 2000.
- Nommé au FIFA 100 en 2004.

## Statistiques

### Statistiques détaillées
| Saison                | Club                  | Championnat           | Championnat | Championnat | Championnat | Coupe nationale | Coupe nationale | Coupe nationale | Coupe de la Ligue | Coupe de la Ligue | Coupe de la Ligue | Supercoupe | Supercoupe | Supercoupe | Compétition(s) continentale(s) | Compétition(s) continentale(s) | Compétition(s) continentale(s) | Compétition(s) continentale(s) | Autres compétitions | Autres compétitions | Autres compétitions | Autres compétitions | Pays-Bas | Pays-Bas | Pays-Bas | Total | Total | Total |
| Saison                | Club                  | Division              | M.          | B.          | P.d.        | M.              | B.              | P.d.            | M.                | B.                | P.d.              | M.         | B.         | P.d.       | Comp.                          | M.                             | B.                             | P.d.                           | Comp.               | M.                  | B.                  | P.d.                | M.       | B.       | P.d.     | M.    | B.    | P.d.  |
| 1994-1995             | Ajax Amsterdam        | Eredivisie            | 25          | 18          | 4           | -               | -               | -               | -                 | -                 | -                 | 1          | 1          | 1          | C1                             | 10                             | 2                              | 1                              | -                   | -                   | -                   | -                   | 4        | 1        | 0        | 40    | 22    | 6     |
| 1995-1996             | Ajax Amsterdam        | Eredivisie            | 28          | 15          | 7           | 2               | 1               | -               | -                 | -                 | -                 | 1          | 1          | 0          | C1                             | 8                              | 5                              | 1                              | SU+CI               | 2+1                 | 1+0                 | 0                   | 6        | 3        | 0        | 48    | 26    | 8     |
| 1996-1997             | Ajax Amsterdam        | Eredivisie            | 17          | 6           | 2           | 1               | 0               | -               | -                 | -                 | -                 | -          | -          | -          | C1                             | 4                              | 2                              | 0                              | -                   | -                   | -                   | -                   | 4        | 1        | 0        | 26    | 9     | 2     |
| Sous-total            | Sous-total            | Sous-total            | 70          | 39          | 13          | 3               | 1               | -               | -                 | -                 | -                 | 2          | 1          | 1          | -                              | 22                             | 9                              | 2                              | -                   | 3                   | 1                   | 0                   | 14       | 5        | 0        | 114   | 56    | 16    |
| 1997-1998             | Milan AC              | Serie A               | 27          | 6           | 0           | 6               | 3               | -               | -                 | -                 | -                 | -          | -          | -          | -                              | -                              | -                              | -                              | -                   | -                   | -                   | -                   | 10       | 8        | 2        | 43    | 17    | 2     |
| Sous-total            | Sous-total            | Sous-total            | 27          | 6           | 0           | 6               | 3               | -               | -                 | -                 | -                 | -          | -          | -          | -                              | -                              | -                              | -                              | -                   | -                   | -                   | -                   | 10       | 8        | 2        | 43    | 17    | 2     |
| 1998-1999             | FC Barcelone          | D1                    | 35          | 15          | 9           | 3               | 1               | -               | -                 | -                 | -                 | -          | -          | -          | -                              | -                              | -                              | -                              | -                   | -                   | -                   | -                   | 7        | 1        | 0        | 45    | 17    | 9     |
| 1999-2000             | FC Barcelone          | D1                    | 26          | 15          | 10          | 2               | 1               | -               | -                 | -                 | -                 | 2          | 2          | -          | C1                             | 14                             | 7                              | 2                              | -                   | -                   | -                   | -                   | 14       | 14       | 0        | 58    | 39    | 12    |
| 2000-2001             | FC Barcelone          | D1                    | 31          | 18          | 6           | 5               | 2               | -               | -                 | -                 | -                 | -          | -          | -          | C1+C3                          | 4+8                            | 2+3                            | 0                              | -                   | -                   | -                   | -                   | 9        | 5        | 1        | 57    | 30    | 7     |
| 2001-2002             | FC Barcelone          | D1                    | 33          | 18          | 6           | -               | -               | -               | -                 | -                 | -                 | -          | -          | -          | C1                             | 17                             | 7                              | 1                              | -                   | -                   | -                   | -                   | 6        | 1        | 0        | 56    | 26    | 7     |
| 2002-2003             | FC Barcelone          | D1                    | 36          | 16          | 7           | -               | -               | -               | -                 | -                 | -                 | -          | -          | -          | C1                             | 15                             | 5                              | 2                              | -                   | -                   | -                   | -                   | 9        | 4        | 2        | 60    | 25    | 11    |
| 2003-2004             | FC Barcelone          | D1                    | 21          | 8           | 2           | 2               | 0               | -               | -                 | -                 | -                 | -          | -          | -          | C3                             | 3                              | 2                              | 0                              | -                   | -                   | -                   | -                   | 10       | 2        | 2        | 36    | 12    | 4     |
| Sous-total            | Sous-total            | Sous-total            | 182         | 90          | 40          | 12              | 4               | -               | -                 | -                 | -                 | 2          | 2          | -          | -                              | 61                             | 26                             | 5                              | -                   | -                   | -                   | -                   | 55       | 27       | 5        | 312   | 149   | 50    |
| 2004-2005             | Newcastle United      | PL                    | 25          | 6           | 2           | 4               | 2               | -               | 2                 | 0                 | -                 | -          | -          | -          | C3                             | 6                              | 5                              | 0                              | -                   | -                   | -                   | -                   | -        | -        | -        | 37    | 13    | 2     |
| 2005-2006             | Valence CF            | D1                    | 10          | 1           | 1           | 1               | 0               | -               | -                 | -                 | -                 | -          | -          | -          | C4                             | 5                              | 1                              | 0                              | -                   | -                   | -                   | -                   | -        | -        | -        | 16    | 2     | 1     |
| 2006-2007             | PSV Eindhoven         | Eredivisie            | 16          | 3           | 3           | 2               | 0               | -               | -                 | -                 | -                 | -          | -          | -          | C1                             | 3                              | 0                              | 0                              | -                   | -                   | -                   | -                   | -        | -        | -        | 21    | 3     | 3     |
| 2007-2008             | LOSC Lille            | Ligue 1               | 13          | 4           | 0           | 1               | 0               | -               | -                 | -                 | -                 | -          | -          | -          | -                              | -                              | -                              | -                              | -                   | -                   | -                   | -                   | -        | -        | -        | 14    | 4     | 0     |
| Total sur la carrière | Total sur la carrière | Total sur la carrière | 343         | 149         | 59          | 29              | 10              | -               | 2                 | 0                 | -                 | 4          | 4          | 1          | -                              | 97                             | 41                             | 7                              | -                   | 3                   | 1                   | 0                   | 79       | 40       | 7        | 557   | 245   | 74    |

### Buts internationaux
| Buts en sélection de Patrick Kluivert | Buts en sélection de Patrick Kluivert | Buts en sélection de Patrick Kluivert    | Buts en sélection de Patrick Kluivert | Buts en sélection de Patrick Kluivert | Buts en sélection de Patrick Kluivert | Buts en sélection de Patrick Kluivert   |
| #                                     | Date                                  | Lieu                                     | Adversaire                            | Score                                 | Résultats                             | Compétitions                            |
| ------------------------------------- | ------------------------------------- | ---------------------------------------- | ------------------------------------- | ------------------------------------- | ------------------------------------- | --------------------------------------- |
| 1                                     | 29 mars 1995                          | De Kuip, Rotterdam                       | Malte                                 | 4-0                                   | 4-0                                   | Éliminatoires Euro 1996                 |
| 2                                     | 13 décembre 1995                      | Anfield Road, Liverpool                  | République d'Irlande                  | 1-0                                   | 2-0                                   | Barrages Euro 1996                      |
| 3                                     | 13 décembre 1995                      | Anfield Road, Liverpool                  | République d'Irlande                  | 2-0                                   | 2-0                                   | Barrages Euro 1996                      |
| 4                                     | 18 juin 1996                          | Stade de Wembley, Londres                | Angleterre                            | 1-4                                   | 1-4                                   | Euro 1996                               |
| 5                                     | 29 mars 1997                          | Amsterdam ArenA, Amsterdam               | Saint-Marin                           | 1-0                                   | 4-0                                   | Éliminatoires de la Coupe du monde 1998 |
| 6                                     | 6 septembre 1997                      | De Kuip, Rotterdam                       | Belgique                              | 2-0                                   | 3-1                                   | Éliminatoires de la Coupe du monde 1998 |
| 7                                     | 24 février 1998                       | Sun Life Stadium, Miami                  | Mexique                               | 1-0                                   | 3-2                                   | Match amical                            |
| 8                                     | 24 février 1998                       | Sun Life Stadium, Miami                  | Mexique                               | 2-0                                   | 3-2                                   | Match amical                            |
| 9                                     | 1er juin 1998                         | Philips Stadion, Eindhoven               | Paraguay                              | 3-1                                   | 5-1                                   | Match amical                            |
| 10                                    | 5 juin 1998                           | Amsterdam ArenA, Amsterdam               | Nigeria                               | 3-0                                   | 5-1                                   | Match amical                            |
| 11                                    | 5 juin 1998                           | Amsterdam ArenA, Amsterdam               | Nigeria                               | 4-1                                   | 5-1                                   | Match amical                            |
| 12                                    | 4 juillet 1998                        | Stade Vélodrome, Marseille               | Argentine                             | 1-0                                   | 2-1                                   | Coupe du monde 1998                     |
| 13                                    | 7 juillet 1998                        | Stade Vélodrome, Marseille               | Brésil                                | 1-1                                   | 1-1-2-4 aux pénaltys                  | Coupe du monde 1998                     |
| 14                                    | 5 juin 1999                           | Stade Octávio-Mangabeira, Bahia          | Brésil                                | 1-2                                   | 2-2                                   | Match amical                            |
| 15                                    | 4 septembre 1999                      | De Kuip, Rotterdam                       | Belgique                              | 3-2                                   | 5-5                                   | Match amical                            |
| 16                                    | 4 septembre 1999                      | De Kuip, Rotterdam                       | Belgique                              | 4-4                                   | 5-5                                   | Match amical                            |
| 17                                    | 4 septembre 1999                      | De Kuip, Rotterdam                       | Belgique                              | 5-4                                   | 5-5                                   | Match amical                            |
| 18                                    | 23 février 2000                       | Amsterdam ArenA, Amsterdam               | Allemagne                             | 1-0                                   | 2-1                                   | Match amical                            |
| 19                                    | 29 mars 2000                          | Stade Roi Baudouin, Bruxelles            | Belgique                              | 1-2                                   | 2-2                                   | Match amical                            |
| 20                                    | 29 mars 2000                          | Stade Roi Baudouin, Bruxelles            | Belgique                              | 2-2                                   | 2-2                                   | Match amical                            |
| 21                                    | 27 mai 2000                           | Amsterdam ArenA, Amsterdam               | Roumanie                              | 2-0                                   | 2-1                                   | Match amical                            |
| 22                                    | 4 juin 2000                           | Stade olympique de la Pontaise, Lausanne | Pologne                               | 2-1                                   | 3-1                                   | Match amical                            |
| 23                                    | 4 juin 2000                           | Stade olympique de la Pontaise, Lausanne | Pologne                               | 3-1                                   | 3-1                                   | Match amical                            |
| 24                                    | 16 juin 2000                          | De Kuip, Rotterdam                       | Danemark                              | 1-0                                   | 3-0                                   | Euro 2000                               |
| 25                                    | 21 juin 2000                          | Amsterdam ArenA, Amsterdam               | France                                | 1-1                                   | 3-2                                   | Euro 2000                               |
| 26                                    | 25 juin 2000                          | De Kuip, Rotterdam                       | RF Yougoslavie                        | 1-0                                   | 6-1                                   | Euro 2000                               |
| 27                                    | 25 juin 2000                          | De Kuip, Rotterdam                       | RF Yougoslavie                        | 2-0                                   | 6-1                                   | Euro 2000                               |
| 28                                    | 25 juin 2000                          | De Kuip, Rotterdam                       | RF Yougoslavie                        | 4-0                                   | 6-1                                   | Euro 2000                               |
| 29                                    | 7 octobre 2000                        | Stade GSP, Nicosie                       | Chypre                                | 4-0                                   | 4-0                                   | Éliminatoires de la Coupe du monde 2002 |
| 30                                    | 24 mars 2001                          | Mini Estadi, Barcelone                   | Andorre                               | 1-0                                   | 5-0                                   | Éliminatoires de la Coupe du monde 2002 |
| 31                                    | 28 mars 2001                          | Estádio das Antas, Porto                 | Portugal                              | 2-0                                   | 2-2                                   | Éliminatoires de la Coupe du monde 2002 |
| 32                                    | 25 avril 2001                         | Philips Stadion, Eindhoven               | Chypre                                | 3-0                                   | 4-0                                   | Éliminatoires de la Coupe du monde 2002 |
| 33                                    | 2 juin 2001                           | A. Le Coq Arena, Tallinn                 | Estonie                               | 3-2                                   | 4-2                                   | Éliminatoires de la Coupe du monde 2002 |
| 34                                    | 13 février 2002                       | Amsterdam ArenA, Amsterdam               | Angleterre                            | 1-0                                   | 1-1                                   | Match amical                            |
| 35                                    | 7 septembre 2002                      | Philips Stadion, Eindhoven               | Biélorussie                           | 2-0                                   | 3-0                                   | Éliminatoires Euro 2004                 |
| 36                                    | 20 novembre 2002                      | Veltins-Arena, Gelsenkirchen             | Allemagne                             | 1-0                                   | 3-1                                   | Match amical                            |
| 37                                    | 30 avril 2003                         | Philips Stadion, Eindhoven               | Portugal                              | 1-0                                   | 1-1                                   | Match amical                            |
| 38                                    | 7 juin 2003                           | Stade Dinamo, Minsk                      | Biélorussie                           | 2-0                                   | 2-0                                   | Éliminatoires Euro 2004                 |
| 39                                    | 6 septembre 2003                      | De Kuip, Rotterdam                       | Autriche                              | 2-1                                   | 3-1                                   | Éliminatoires Euro 2004                 |
| 40                                    | 11 octobre 2003                       | Philips Stadion, Eindhoven               | Moldavie                              | 1-0                                   | 5-0                                   | Éliminatoires Euro 2004                 |